# Anoplophilus okadai
Anoplophilus okadai är en insektsart som beskrevs av Ishikawa, H. 2002. Anoplophilus okadai ingår i släktet Anoplophilus och familjen grottvårtbitare. Inga underarter finns listade i Catalogue of Life.